# Juan Campisteguy
Juan Campisteguy Oxcoby, né le 7 septembre 1859 à Montevideo et mort le 4 septembre 1937, est un avocat, militaire et homme d'État uruguayen.
Il est le président de l’Uruguay du 1er mars 1927 au 1er mars 1931.

## Biographie
Membre du Parti Colorado, il est sénateur et député dans les années 1900 et ministre d'État (1903) de l'Intérieur du gouvernement de José Batlle y Ordóñez.